# 829
829 (DCCCXXIX, na numeração romana) foi um ano comum do século IX, do Calendário Juliano, da Era de Cristo, teve início a uma sexta-feira e terminou também a uma sexta-feira, e a sua letra dominical foi C.
| Ano completo                       |
| ---------------------------------- |
| Ano comum com início à sexta-feira |

## Eventos
- Revolta de Lotário II da Lotaríngia.

## Mortes
- Miguel II, o Amoriano [1]